# خالد البريكي (لاعب كرة قدم)
خالد ناصر فاضل البريكي هو لاعب كرة قدم عماني، من مواليد 3 يوليو 1993، يلعب لنادي السيب ومنتخب عمان لكرة القدم. كان أول ظهور له مع المنتخب الوطني العماني في مبارة ودية ضد منتخب لبنان في 9 سبتمبر 2018، وكان ضمن تشكيلة عمان في بطولة كأس آسيا 2019 في الإمارات العربية المتحدة.

## الإحصاءات المهنية

### الدولي
الإحصائيات اعتباراً من 17 يناير 2019
| المنتخب الوطني العماني | المنتخب الوطني العماني | المنتخب الوطني العماني |
| السنة                  | الظهور                 | الأهداف                |
| ---------------------- | ---------------------- | ---------------------- |
| 2018                   | 4                      | 0                      |
| 2019                   | 3                      | 0                      |
| المجموع                | 7                      | 0                      |

## روابط خارجية
- خالد البريكي على فرق كرة القدم الوطنية.كوم
- خالد البريكي  على سكروي